# Kallinos
Kallinos var en grekisk diktare i Efesos under 600-talet f.Kr.

## Biografi
Kallinos har, tillsammans med Archilochos, uppfattats som uppfinnare av elegin. Han var en av de första som använde versmåttet distikon.
Ett längre fragment finns bevarat av en krigisk dikt där han manar grekerna till försvar mot kimmeriernas framfart i Mindre Asien. Kallinos språk var starkt homeriskt färgat.